# 曼杜布拉库斯
曼杜布拉库斯（英语：Mandubracius / Mandubratius）是公元前1世纪，东南不列颠的特里诺文特人的王。

## 历史
曼杜布拉库斯是特里诺文特人王的儿子。他的父亲在凯撒的《高卢战记》中被称为伊玛努恩提乌斯，不过于公元前54年部落被推翻，他的父亲也被卡西维拉努斯杀害。曼杜布拉库斯逃往高卢。投靠了凯撒。卡西维拉努斯则在不列颠领导了反对罗马人的联盟，被击败后，他在投降书立下了恢复曼杜布拉库斯王位的条约。